# Frederick DuCane Godman
Frederick DuCane Godman DCL FRS FLS FGS FRGS FES FZS RMN FRHS (n. 15 ianuarie 1834, Godalming, Anglia, Regatul Unit al Marii Britanii și Irlandei – d. 19 februarie 1919, Londra, Regatul Unit al Marii Britanii și Irlandei) a fost un lepidopterist, entomolog și ornitolog englez. El a fost unul din cei douăzeci de membri fondatori ai Uniunii Ornitologice Britanice. Împreună cu Osbert Salvin, el este amintit pentru studierea faunei si florei din America Centrală.
Godman a colectat ceramică de Iznik, Hispano-Morescă și Iraniană timpurie. Colecția sa de mai mult de 600 de piese a fost donată Muzeului Britanic, prin testament, fiicei sale mai mici, Catherine Edith Godman, care a murit în 1982.

## Viața și activitatea

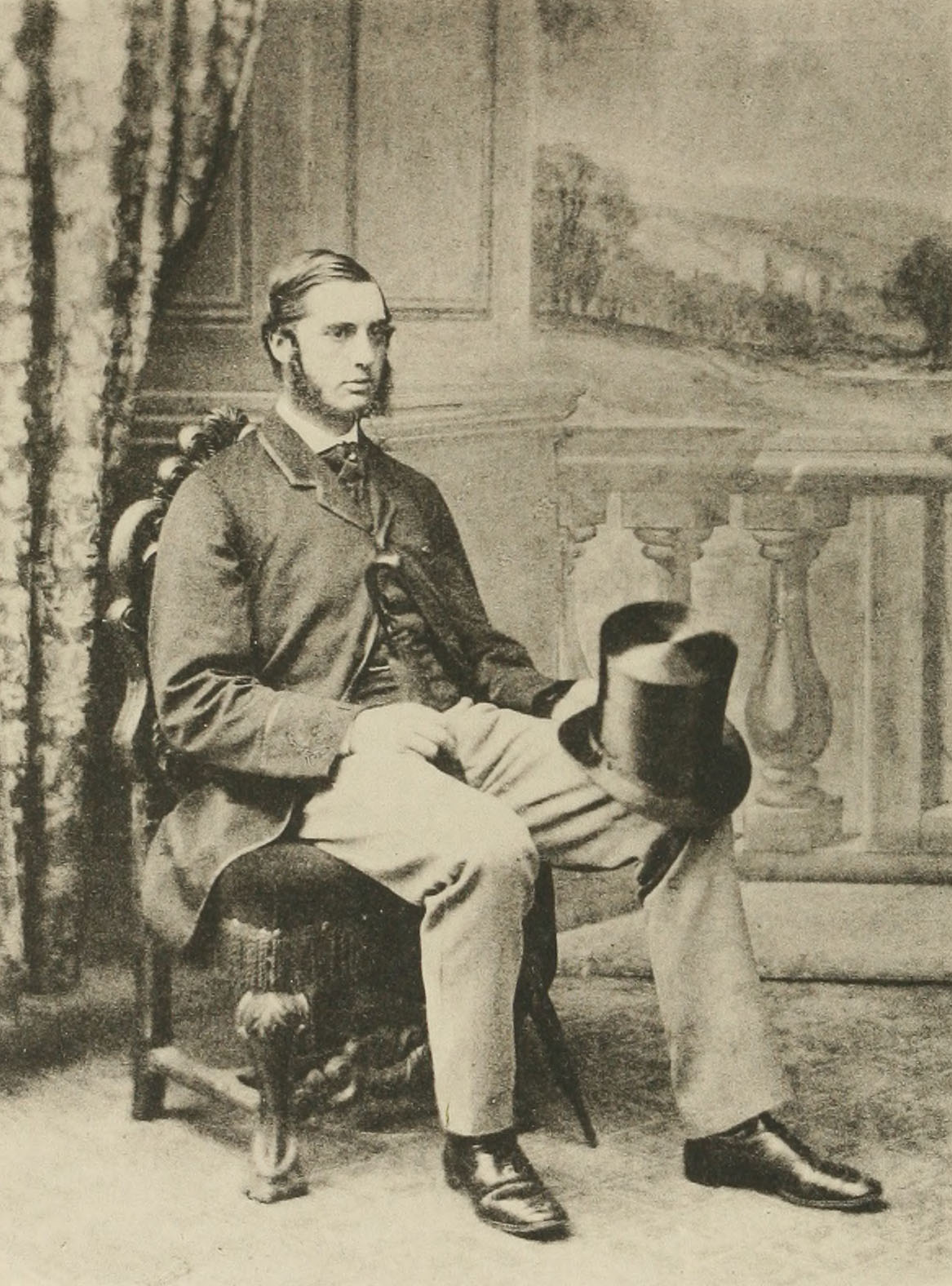
Godman în tinerețe

## Lucrări
Cărți

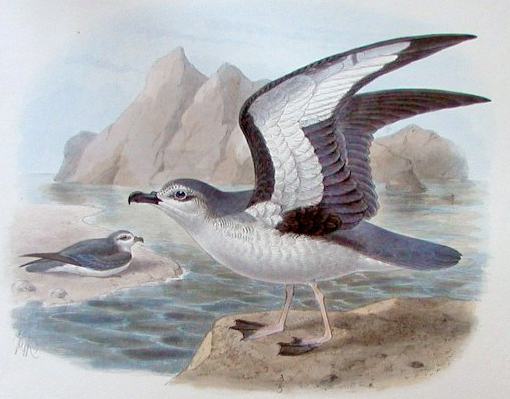
Ranguru sau Petrelul de Chatham, Pterodroma axillaris, Monografia petrelilor de Godman

- Godman, Frederick Du Trestie De Zahăr (1870). De istorie naturală din Azore, sau Insulele Vestice. London: J. Van Voorst.
- Godman, Frederick Ducane; Salvin, Osbert, eds. (1879-1915). I Centrali-Americana (63 de volume). Londra: R. H. Porter.
- Godman, Frederick Du Trestie De Zahăr (1901). La Godman Colecție de Oriental și spaniolă Ceramică și Sticlă. 1865-1900. Londra: Tipărită pentru privată de circulație. OCLC 558743379.
- Godman, Frederick Du Trestie; Keulemans, J G (illustrator) (1907-1910). O Monografie a Petrei (Pentru Tubinares) (2 Volume). Londra: Witherby & Co.  Scanează de pe Internet archive: Volumul 1, Volumul 2.

## Linkuri externe
- British Museum colectarea de informații